# 片倉町駅

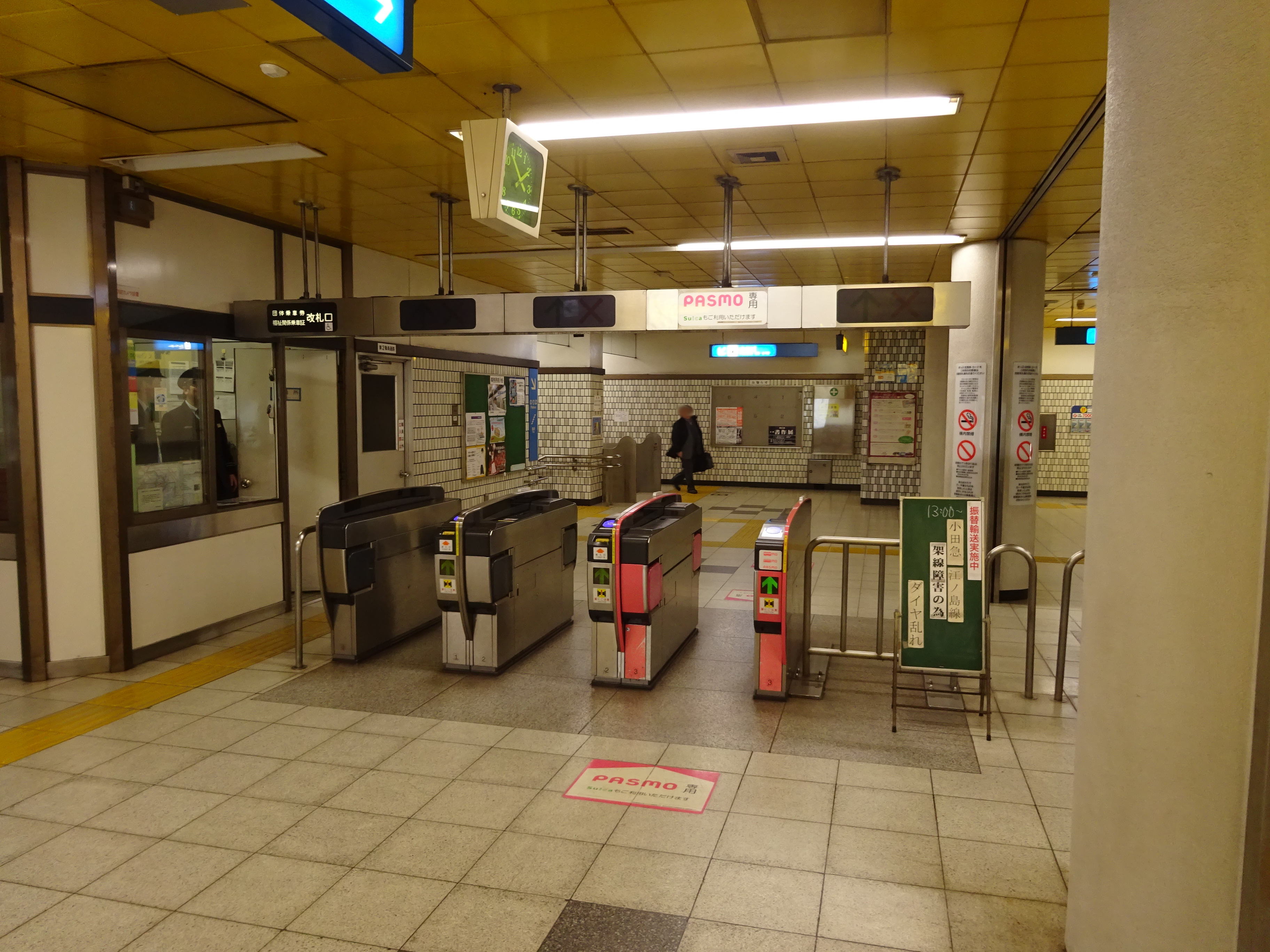
改札口（2016年2月）

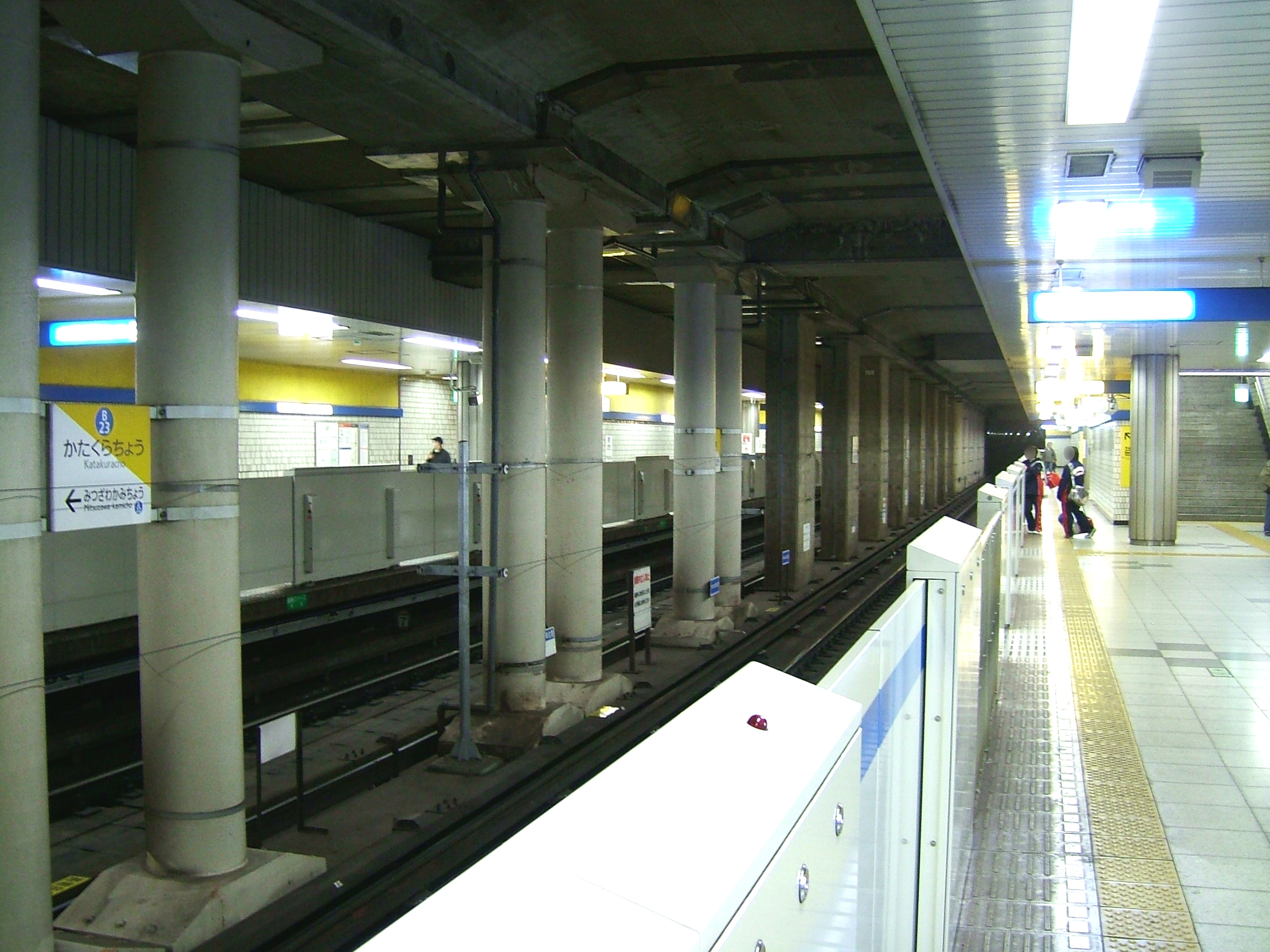
ホーム（2008年3月）

片倉町駅（かたくらちょうえき）は、神奈川県横浜市神奈川区片倉一丁目にある、横浜市営地下鉄ブルーライン（3号線）の駅である。駅番号はB23。

## 概要
横浜市主要地方道85号鶴見駅三ツ沢線の片倉町交差点の付近の地下に所在し、駅の東側にはバスターミナルが設置されている。駅には、地下鉄の片倉町変電所が併設されている。
横浜駅 - 新横浜駅間の建設計画では、現ルートの他に六角橋を経由するルート案があった。当初は六角橋経由の方が有力視されていたが、民有地の下を通すことによる騒音が懸念され、極力道路下を通す現ルートが採用された。付近に駅がなく、バスしか交通の手段のなかった当地へ誘致運動が盛んであったことも影響している。
片倉町を中心とした地域（神大寺・三枚・菅田・羽沢）は、元々バスしか足のない純然たる農村地帯であったが、地下鉄開業以来多くの住宅やマンションが建ち、発展を続けている。

## 歴史
- 1985年（昭和60年）3月14日 - 開業。
- 2000年（平成12年）1月15日 - エレベーター3基の増設工事が完成[3]。
- 2007年（平成19年）4月28日 - ホームドアの使用を開始。
- 2012年（平成24年）4月20日 - docomo Wi-Fiによる、公衆無線LANサービス開始。
- 2018年（平成30年）1月 - 駅構内の手洗所（トイレ）の改良工事を実施。
- 2019年（令和元年）5月 - 改札機を更新。

### 駅名の由来
開業当時の周辺の地名に因んでいる。

## 駅構造
相対式2面2線の地下駅である。ホームは地下4階にある。三ツ沢上町寄りに非常用の渡り線がある。

### のりば
| 番線 | 路線         | 行先         |
| ---- | ------------ | ------------ |
| 1    | ブルーライン | 湘南台方面   |
| 2    | ブルーライン | あざみ野方面 |

- 上表の路線名は旅客案内上の名称（愛称）で記載している。

## 利用状況
2022年度の1日平均乗降人員は19,812人（乗車人員：9,957人、降車人員：9,855人）である。
近年の1日平均乗降・乗車人員推移は下記の通り。
| 年度               | 1日平均 乗降人員 | 1日平均 乗車人員 | 出典     |
| ------------------ | ---------------- | ---------------- | -------- |
| 1984年（昭和59年） |                  | 6,778            |          |
| 1985年（昭和60年） |                  | 5,039            |          |
| 1986年（昭和61年） |                  | 5,663            |          |
| 1987年（昭和62年） |                  | 6,145            |          |
| 1988年（昭和63年） |                  | 6,756            |          |
| 1989年（平成元年） |                  | 7,023            |          |
| 1990年（平成02年） |                  | 7,343            |          |
| 1991年（平成03年） |                  | 7,721            |          |
| 1992年（平成04年） |                  | 7,605            |          |
| 1993年（平成05年） |                  | 7,859            |          |
| 1994年（平成06年） |                  | 7,783            |          |
| 1995年（平成07年） |                  | 7,608            | [ * 1 ]  |
| 1996年（平成08年） |                  | 7,567            |          |
| 1997年（平成09年） |                  | 7,685            |          |
| 1998年（平成10年） |                  | 7,364            | [ * 2 ]  |
| 1999年（平成11年） | 15,160           | 7,538            | [ * 3 ]  |
| 2000年（平成12年） | 16,142           | 7,889            | [ * 3 ]  |
| 2001年（平成13年） | 16,746           | 8,332            | [ * 4 ]  |
| 2002年（平成14年） | 17,018           | 8,557            | [ * 5 ]  |
| 2003年（平成15年） | 17,485           | 8,831            | [ * 6 ]  |
| 2004年（平成16年） | 17,934           | 8,965            | [ * 7 ]  |
| 2005年（平成17年） | 18,618           | 9,327            | [ * 8 ]  |
| 2006年（平成18年） | 18,770           | 9,458            | [ * 9 ]  |
| 2007年（平成19年） | 19,176           | 9,712            | [ * 10 ] |
| 2008年（平成20年） | 19,818           | 10,141           | [ * 11 ] |
| 2009年（平成21年） | 20,006           | 10,083           | [ * 12 ] |
| 2010年（平成22年） | 19,990           | 10,061           | [ * 13 ] |
| 2011年（平成23年） | 19,843           | 9,979            | [ * 14 ] |
| 2012年（平成24年） | 20,458           | 10,289           | [ * 15 ] |
| 2013年（平成25年） | 21,133           | 10,622           | [ * 16 ] |
| 2014年（平成26年） | 21,006           | 10,542           | [ * 17 ] |
| 2015年（平成27年） | 21,553           | 10,819           | [ * 18 ] |
| 2016年（平成28年） | 21,716           | 10,900           | [ * 19 ] |
| 2017年（平成29年） | 22,558           | 11,324           | [ * 20 ] |
| 2018年（平成30年） | 23,165           | 11,629           | [ * 21 ] |
| 2019年（令和元年） | 21,979           | 11,040           | [ * 22 ] |
| 2020年（令和02年） | 16,798           | 8,448            |          |
| 2021年（令和03年） | 18,456           | 9,275            |          |
| 2022年（令和04年） | 19,812           | 9,957            |          |

備考
1. ↑  1985年3月14日開業。開業日から同年3月31日までの計18日間を集計したデータ。

## 駅周辺
- 出口1
  - 神奈川県立城郷高等学校
  - 片倉うさぎ山公園
- 出口2

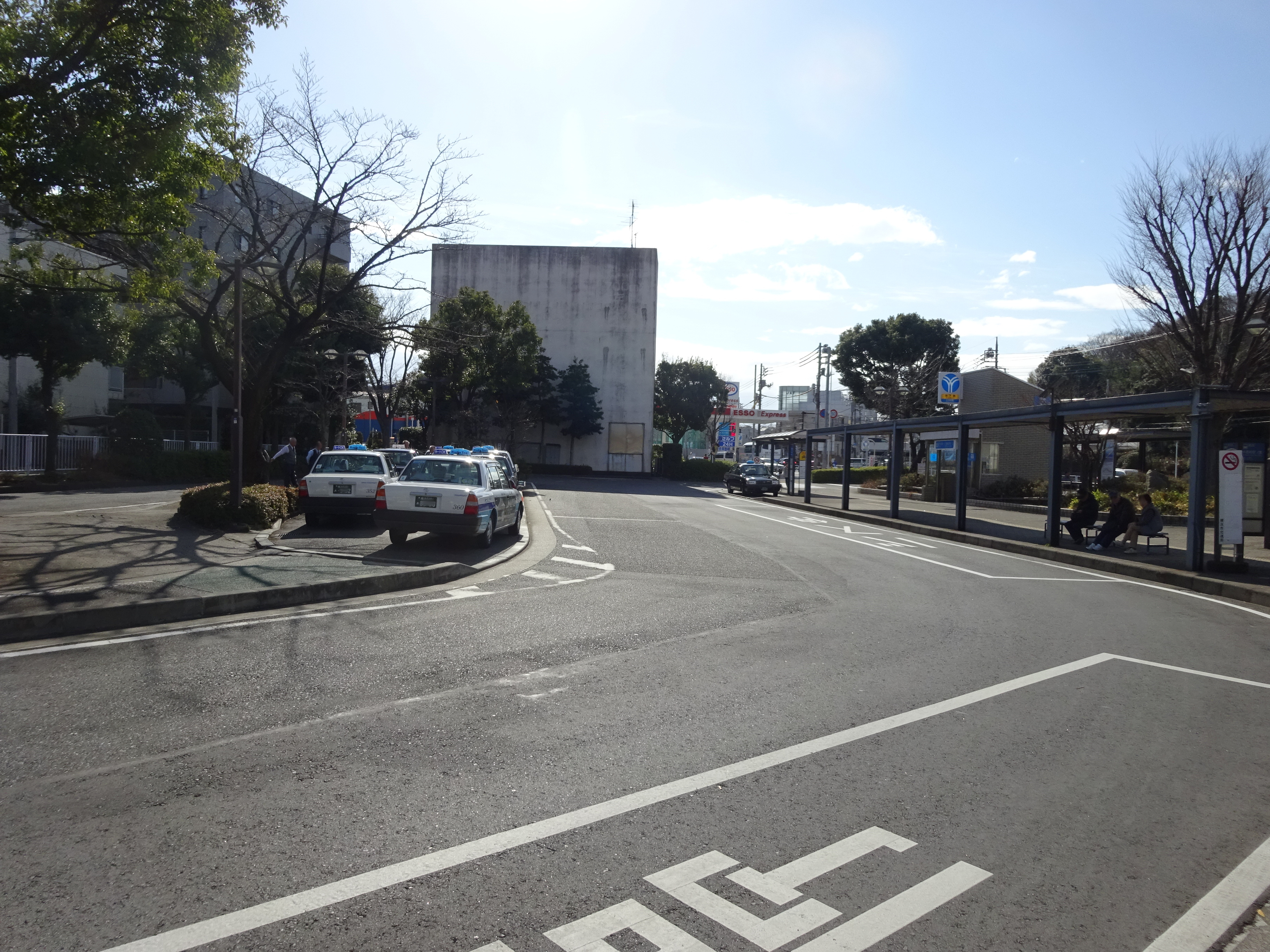
駅前ロータリー（2016年2月）

  - セントラルスポーツ ヨコハマフィットネスプラザ/セントラルスイムクラブ横浜
  - 横浜市立中丸小学校
  - ユーコープ 神大寺店

- 出口3
  - バスターミナル・タクシー乗り場
  - 横浜市立神大寺小学校
  - 横浜市立南神大寺小学校
  - 横浜市立六角橋中学校
  - 横浜神大寺郵便局
  - 神奈川大学 横浜キャンパス
  - 長遠寺
  - 杉山神社
- 出口4
  - 内山天満宮
  - 片倉内山公園
  - 片倉内山第二公園

## バス路線
最寄りのバス停は、横浜市営バスの片倉町駅前で、1・2番のりばは駅前ロータリーに、3・4番のりばは新横浜通り上にある。
| 乗場 | 系統                | 主要経由地                   | 行先       |
| ---- | ------------------- | ---------------------------- | ---------- |
| 1    | 36                  | 菅田町入口                   | 西菅田団地 |
| 1    | 36                  | 西菅田団地・菅田町・鴨居駅前 | 緑車庫前   |
| 1    | 82                  | 菅田町入口                   | 八反橋     |
| 2    | 36・82・326（急行） | 神大寺・東神奈川駅西口       | 横浜駅西口 |
| 3    | 291                 | 大丸・三ツ沢総合グランド入口 | 横浜駅西口 |
| 4    | 291                 | 六角橋北町・菊名橋           | 大口駅     |

## 隣の駅
横浜市営地下鉄
 ブルーライン（3号線）
■快速
通過
■普通
三ツ沢上町駅 (B22) - 片倉町駅 (B23) - 岸根公園駅 (B24)